# AMR 33
Pour les articles homonymes, voir AMR.
L'automitrailleuse de reconnaissance Renault modèle 1933 ou AMR 33, désignée automitrailleuse Renault type VM par son constructeur, est un char léger français développé pendant l'entre-deux-guerres et utilisé pendant la Seconde Guerre mondiale.

## Historique

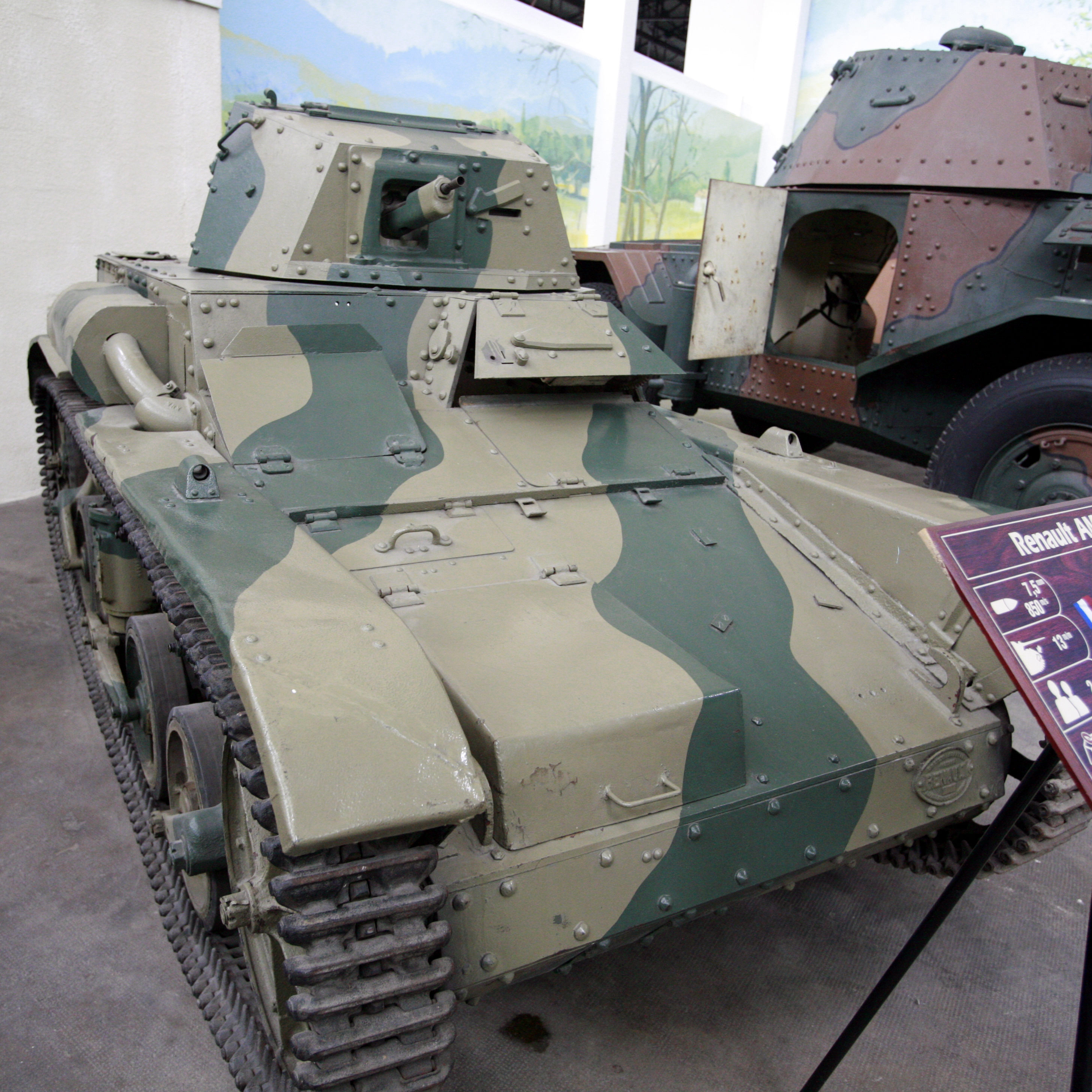
AMR 33 conservé au Musée des blindés de Saumur. Unique exemplaire survivant, elle a fini par être restauré en octobre 2022

Développé par Renault dès 1932, ce modèle a été commandé en 1933 par la cavalerie française. Un total de 123 aurait été construit jusqu'en 1935. L'AMR 33 était légèrement armée et blindée. Elle était très rapide pour l'époque, mais s'est avérée mécaniquement peu fiable, en particulier à cause de ses éléments de suspension qui étaient trop faibles. Elle a donc été remplacée par un type amélioré, l'AMR 35.
Bien que son nom puisse suggérer le contraire, l'AMR 33 n'était pas un véhicule éclaireur et la plupart du temps n'était pas équipée d'un poste de radio. L'AMR 33 était destinée à former une grande masse de chars légers, précédant les types de taille moyenne dans la bataille. En réalité, elles n'ont jamais servi en tant que tel ; lorsque suffisamment de chars moyens ont été produits pour former des divisions blindées, l'AMR 33 avait déjà été remplacée par l'AMR 35 et a été limitée aux divisions de cavalerie, puis, en 1940, pour les divisions légère de cavalerie à fournir un appui de feu aux divisions motorisées, à l'infanterie et à la cavalerie à pied.[Quoi ?] Dans la bataille de France de 1940, les AMR 33 ont été rapidement détruites. Certains véhicules ont été réquisitionnés par l'Allemagne, pendant la guerre.